# Kegye János
Kegye János (Budapest, 1956. március 24.– ) pánsípművész.

## Élete
Budapesten született ikertestvérével, Kegye Attilával. Zenei tanulmányait 8 évesen kezdte. Először zongorázni tanult, majd a középiskolában (Vörösmarty Gimnázium) fuvolán, klarinéton, oboán és szaxofonon tanult. Elvégezte az Országos Szórakoztató Zenei Központ zeneiskoláját, majd felvették a Jazz Konzervatóriumba is. 1974-től aktívan zenélt a Kisrákfogó együttesben, majd a Panta Rhei (Debrecen) és a Hatszív (Békéscsaba) együttesekben szaxofonozott. A Spirál együttessel az 1976-os Ki mit tud? 3. helyezettje lett, ezt követte a Kati és a Kerek Perec, a Corvina, Piramis és az Edda együttesek. 1988-ban Németországban jelent meg első pánsíp-albuma, mely aranylemez lett. Két házasságából két-két gyermeke született. Mai napig aktív koncertmuzsikus.

## Munkássága
Neve nemcsak Európában, hanem világszerte ismert. 1988-ban Németországban jelent meg első pánsípos lemeze a Koch Records gondozásában. Koncertjei mellett zeneszerzéssel és tanítással foglalkozott. A „Pánsípos” című lemeze ír, kínai, cigány zenéket is tartalmaz modern hangszerelésben, ill. klasszikus zenei átiratok is megtalálhatóak rajta. A 2004 karácsonyán megjelent „Igaz klasszikus karácsony” című lemeze a Magyar Rádió Szimfonikus zenekarával készült. Ez az album a klasszikus kategóriában platinalemez lett. Állandó kísérői a „Celtic Sunrise” és az „Irish Feet” ír tánckar, akikkel Michael Flatley „Lord of the dance” című zenei anyagából adnak elő egy fergeteges ír blokkot.
Rengeteg műfajban jelent meg lemeze (Handel, Mozart, Dvorák, Bach, Haydn, Vivaldi, Brahms, Massenet), a „Time to Say Goodbye”, a „Pacsirta”, cigánydalok, német és osztrák sramlidalok. Ezek a magyar és nemzetközi világslágerek eme hangszeren korábban még nem szólaltak meg. 2003 novemberében közreműködött Havasi Balázs „A szív hangjai” című lemezén. 2003. december 31-én a Magyar Állami Operaházban adott koncertet a Filharmónia Társaság Zenekara kíséretével. 2004 novemberében jelent meg „Meghitt pillanatok” címmel új lemeze Bajtala Emese hárfaművész és a Pannon vonósnégyes közreműködésével. Az album megjelenésével egyidőben indult a lemezbemutató koncertsorozata is, amelynek templomok, művelődési házak, karácsonyi rendezvények adnak otthont.
2005 novemberében adták ki az „Exclusive” című CD-t, majd 2006 decemberében az „Ave Maria” című CD-je jelent meg. Ezen a lemezen ama dalokat játssza, melyet a közönség a legjobban kedvel és keres a koncertjein.
2008-ban „Love songs” címmel szerelmes dalokat tartalmazó válogatás készült, mely zenei anyagot a „Soul Records” angol hanglemezkiadón keresztül 17 országban értékesítették. Ezen a lemezen ABBA, Bee Gees, Whitney Houston, Céline Dion, Brian Adams és más nagy sztárok slágerei, illetve közismert filmek betétdalai szerepelnek.
2009 októberben jelent meg egy új klasszikus lemeze Ima (The Prayer) címmel. 2010 tavaszán Szűcs Antal Gáborral (Totya, a Tátrai Tiborral alkotott latin duó tagja) készült egy „Latin Karácsony” című album. A világon először szólaltak meg a dallamok eme hangszer-párosításban. 2011-ben az USA-ban jelent meg dupla koncert DVD-je, melynek CD változata 2011 decembere óta a művész koncertjein is kapható. 2012-ben jelent meg a "Strauss Dinasty" c. CD Ausztriában. 2013-ban megjelent az "Ünnep" című CD, mely a 2004-ben megjelent Igaz Klasszikus Karácsony CD átdolgozott kiadványa. 2014-ben jelent meg a "Most múlik pontosan" CD, melyen magyar slágerek találhatók. Még ebben az évben jelent meg a "Church time" című, klasszikus műveket tartalmazó CD. 2016-ban egy válogatás-CD jelent meg Ez is az is címmel. 2019-ben elkészült egy magyar és német zsoltárokból álló CD, melyet a művész szimfonikus zenekarra hangszerelt és Ausztriában vett fel CD-re. 
2020. január 18-án megkapta a Magyar Kultúra Lovagja címet.
2015-ben jelent meg egy magyar slágerekből álló válogatás, mely lemezen többek között hallható Balázs Fecó Évszakok című dala, Máté Pétertől az Azért vannak a jó barátok c. dal és még sok más, népszerü dallam, pánsípon. 2016 év elején jelent meg a művész új CD-je Ez is Az is címmel, mely egyfelől egy válogatáslemez, de két gyönyörű dallal kiegészítve, a Himnusz és a Székely Himnusz pánsípon. Koncertjei mellett Kegye János újra foglalkozik tanítással is: Böjte Csaba meghívására Erdélyben fog zenét tanítani a ferencesrendi szerzetes által vezetett intézményekben és mintegy 80 templomi koncertet ad majd a Dévai Szent Ferenc Alapítvány megsegítésére.[forrás?]
Eddig 32 albuma jelent meg, számtalanon közreműködött, és szerte a világon kaphatóak albumai. Számos lemezbemutató turnéja volt Amerikában, Kínában, Ázsiában, valamint európai országokban.